# Władcy Dalriady
Lista królów Dalriady, królestwa celtyckiego (szkockiego) rozciągającego się na wybrzeżach Irlandii i dzisiejszej Szkocji. Większość władców Daliady, Alby i Szkocji swój rodowód wywodziła od wspólnego protoplasty Fergusa Mór mac Eirc. Jeszcze w XVI wieku Jakub I Stuart uważał się za potomka Fergusa.
Pierwsze wzmianki dotyczące władców Dalriady pochodzą z Kroniki Irlandzkiej gdzie zawarte zostały informacje o śmierci Comgalla (538–545 r.) oraz Gabrána (558–560 r.). Ostatnim potwierdzonym królem tego państwa był Fergus McEchdach.
Dokładne informacje często są nieznane w odniesieniu do tego państwa, z powodu braku źródeł, oraz częstego mylenia przez średniowiecznych autorów Dalriady z Dalaradią w Irlandii.

## Królowie Dalriady[potrzebnyprzypis]
| Władca                     | Lata panowania  | Uwagi                            |
| -------------------------- | --------------- | -------------------------------- |
| Erc z Dalriady             | ? – 474 r.      | zmarł 474 r.                     |
| Loarn mac Eirc             | V w. n.e.       |                                  |
| Fergus Mór mac Eirc        | 500–501 r.      |                                  |
| Domangart Réti             | 501–507 r.      |                                  |
| Comgall mac Domangairt     |                 |                                  |
| Gabrán mac Domangairt      |                 |                                  |
| Conall mac Comgaill        | 558–574 r.      |                                  |
| Áedán mac Gabráin          | 574–609 r.      |                                  |
| Eochaid Buide              | 608–629 r.      |                                  |
| Connad mac Conaill         | 627–629 r.      |                                  |
| Domnall Brecc              | 629–642 r.      |                                  |
| Ferchar mac Connaid        | 642–650 r.      |                                  |
| Dúnchad mac Conaing        | zginął w 654 r. |                                  |
| Conall Crandomna           | 654–660 r.      |                                  |
| Domangart mac Domnaill –   | zmarł 673 r.    |                                  |
| Máel Dúin mac Conaill      | zmarł 688 r.    |                                  |
| Domnall Donn               | zmarł 696 r.    |                                  |
| Ferchar mac Feredaig       | zmarł 697 r.    |                                  |
| Eochaid mac Domangairt     | zmarł 697 r.    |                                  |
| Ainbcellach mac Ferchair   | 697–698 r.      |                                  |
| Fiannamail ua Dúnchado     | 698–700 r.      |                                  |
| Béc ua Dúnchado            | 700–721 r.      |                                  |
| Dúnchad Bec                | ok. 721         | zginął w bitwie                  |
| Selbach mac Ferchair       | ? – 723 r.      |                                  |
| Dúngal mac Selbaig         | 723–726 r.      |                                  |
| Eochaid Angbad             | 726–733 r.      |                                  |
| Muiredach mac Ainbcellaig  | 733–736 r.      |                                  |
| Alpín mac Echdach          |                 |                                  |
| Eógan mac Muiredaig        |                 |                                  |
| Indrechtach mac Fiannamail | ? – 741 r.      | zginął w bitwie pod Forboros     |
| Bezkrólewie                |                 |                                  |
| Áed mac Echdach            |                 |                                  |
| Fergus mac Echdach         | 778 – 781 r.    |                                  |
| Eochaid mac Áeda Find      | ?               |                                  |
| Donn Corci                 | ? – 792 r.      |                                  |
| Caustantín mac Fergusa     |                 |                                  |
| Conall mac Taidg           |                 |                                  |
| Conall mac Áedáin          | ok. 807–811 r.  |                                  |
| Domnall mac Caustantín     | ok. 811–835 r.  |                                  |
| Eóganán mac Óengusa        | ok. 836–839 r.  | zginął w bitwie przeciw Wikingom |
| Áed mac Boanta             | 839 r.          | zginął w bitwie przeciw Wikingom |
| Alpín mac Echdach          |                 |                                  |
| Cináed mac Ailpín          | 843–858 r.      |                                  |
| Gofraid mac Fergusa        | ok. 858–874 r.  |                                  |